# 市大樹
市 大樹（いち ひろき、1971年 - ）は、日本の歴史学者、大阪大学栄誉教授である。愛知県出身で、日本古代史を専門とする。

## 経歴
- 1995年 3月  大阪大学文学部史学科卒業
- 2000年 3月  大阪大学大学院文学研究科博士後期課程単位取得退学
- 2001年 1月  奈良文化財研究所研究員
- 2001年 3月 「律令国家都鄙間交通の研究」で博士（文学）[1]。
- 2011年 4月  大阪大学文学研究科准教授
- 2012年 日本学術振興会賞受賞[2]
- 2012年        日本学士院学術奨励賞受賞
- 2013年 濱田青陵賞受賞
- 2014年 古代歴史文化賞大賞受賞
- 2020年  4月 同教授
- 2020年12月 大阪大学栄誉教授称号付与

## 著書
- 『飛鳥藤原木簡の研究』（塙書房、2010年）
- 『すべての道は平城京へ　古代国家の〈支配の道〉』（吉川弘文館、2011年）
- 『飛鳥の木簡 ―古代史の新たな解明』（中公新書2168、中央公論新社、2012年）
- 『日本古代都鄙間交通の研究』（塙書房、2017年）